# Comuna Poceapînți, raionul Ternopil, regiunea Ternopil
Poceapînți (în ucraineană Почапинці) este o anteriorul comună în raionul Ternopil, regiunea Ternopil, Ucraina, formată din satele Poceapînți (reședința) și Zaboikî.

## Demografie
Componența lingvistică a comunei Poceapînți
     Ucraineană (100%)
Conform recensământului din 2001, toată populația comunei Poceapînți era vorbitoare de ucraineană (100%).